# Championnats du monde de pentathlon moderne 1995
Navigation
Édition précédente Édition suivante
Les Championnats du monde de pentathlon moderne 1995 se sont tenus à Bâle, en Suisse.

## Podiums

### Hommes
| Épreuves    | Or                                                     | Argent                                                   | Bronze                                                 |
| ----------- | ------------------------------------------------------ | -------------------------------------------------------- | ------------------------------------------------------ |
| Individuel  | Russie Dmitry Svatkovsky                               | Hongrie Ákos Hanzély                                     | Italie Cesare Toraldo                                  |
| Par équipes | Hongrie Péter Sárfalvi Ákos Hanzély Attila Kálnoki Kis | Italie Fabio Nebuloni Cesare Toraldo Alessandro Conforto | Pologne Dariusz Mejsner Maciej Czyżowicz Igor Warabida |
| En relais   | Pologne Maciej Czyżowicz Igor Warabida Dariusz Mejsner | Suisse Peter Steinmann Pascal Emmenegger Philipp Wäffler | Mexique Iván Ortega Sergio Salazar Alberto Félix       |

### Femmes
| Épreuves    | Or                                                  | Argent                                                  | Bronze                                               |
| ----------- | --------------------------------------------------- | ------------------------------------------------------- | ---------------------------------------------------- |
| Individuel  | Suède Kerstin Danielsson                            | Biélorussie Zhanna Shubenok                             | Pologne Dorota Idzi                                  |
| Par équipes | Pologne Iwona Kowalewska Dorota Idzi Anna Sulima    | Hongrie Eszter Hortobágyi Emese Köblö Csilla Füri       | Danemark Pernille Svarre Nina Andersen Eva Fjellerup |
| En relais   | Pologne Iwona Kowalewska Dorota Idzi Edyta Małoszyc | Italie Fabiana Fares Emanuela Gabella Barbara Boccolari | Danemark Eva Fjellerup Pernille Svarre Nina Andersen |